# Flight 7500
Flight 7500 is een Japans-Amerikaanse bovennatuurlijke thriller/horrorfilm uit 2014 onder regie van Takashi Shimizu.

## Verhaal
Vlucht 7500 van Los Angeles naar Tokio vertrekt met aan boord de stellen Jenn & Jack Hafey en Brad & Pia Martin die samen op vakantie gaan, het net getrouwde paar Rick en Liz Lewis, zakenman Lance Morell, dief Jake, de mogelijk zwangere Raquel Mendoza en het gothic meisje Jacintha Bloch. Gezagvoerder Pete Haining doet dienst als piloot, terwijl stewardessen Laura Baxter en Suzy Lee voor de passagiers zorgen.
Nadat het vliegtuig te maken krijgt met turbulentie, krijgt Morell een paniekaanval. De stewardessen en zijn medepassagiers proberen hem te helpen, maar hij stopt met ademen en overlijdt. Baxter en Lee brengen daarom alle passagiers van de eerste naar de twee klasse, om het lichaam van Morell onder te kunnen brengen in de eerste klasse tot vlucht 7500 aankomt op de plaats van bestemming. Kort daarna krijgt het vliegtuig te maken met een plotselinge verlaging van de luchtdruk in het toestel. Hierdoor zijn de passagiers tijdelijk afhankelijk van de omlaag komende zuurstofmaskers boven hun stoelen.
Nadat alle ongemakken voorbij zijn, blijkt er iets veranderd. Het lukt Haining niet meer om radiocontact te krijgen en verschillende passagiers zien dingen waar ze geen verklaring voor hebben. Nadat Jake van zijn plaats gaat om de Rolex van de dode Morell te stelen, keert hij niet meer terug. Zodra Lee opmerkt dat hij vermist is, overlegt ze hierover met Baxter. Dit hoort Brad Martin, die ook de andere passagiers vertelt wat er speelt. Net als de stewardessen gaan zij op eigen houtje proberen om erachter te komen waar Morell is en wat zijn dood heeft veroorzaakt.
De passagiers vinden een Shinigami-pop in Morells bagage. Bloch vertelt dat die volgens een Japans geloof dient als anker voor geesten van overleden mensen die zich nog te veel vastklampen aan iets uit de wereld van de levenden om verder te kunnen naar het hiernamaals. Pas als zij die zaken loslaten, komt de echte Shinigami om hen verder te begeleiden.
Nadat Baxter accepteert dat de getrouwde Haining nooit zijn vrouw gaat verlaten voor haar en Lee beseft dat haar vriend niet de ware voor is, sterven ook zij. Piloot Haining accepteert Baxters beslissing en wordt even daarna door iets verrast in zijn cockpit. Hij overlijdt eveneens. Brad Martin vindt Mendoza dood op het toilet met een zwangerschapstest. Hij beseft wat er aan de hand is, maar zegt niets. Terwijl Rick Lewis gaat kijken wat hij gezien heeft, schuift Martin een gordijn open naar de passagiersruimte. Daar ziet hij de dode lichamen van iedereen aan boord. De zuurstofmaskers bungelen voor hun gezichten.
Een televisiescherm springt aan en toont beelden van een live persconferentie. Daarop vertelt een woordvoerder dat elk radiocontact met vlucht 7500 is verloren vanaf het moment dat het toestel luchtdrukproblemen kenden. Het vliegtuig is vanaf dat moment zonder zuurstof komen zitten. De zuurstofmaskers hebben niet gewerkt. De woordvoerder legt uit dat het toestel sindsdien op de automatische piloot vliegt en waarschijnlijk in zee zal neerstorten. De kans dat iemand aan boord nog leeft, is nihil.

## Rolverdeling
- Ryan Kwanten - Brad Martin
- Amy Smart - Pia Martin
- Leslie Bibb - Laura Baxter
- Jamie Chung - Suzy Lee
- Scout Taylor-Compton - Jacinta Bloch
- Nicky Whelan - Liz Lewis
- Jerry Ferrara - Rick Lewis
- Christian Serratos - Raquel Mendoza
- Alex Frost - Jake
- Rick Kelly - Lance Morell
- Johnathon Schaech - Pete Haining
- Ben Sharples - Jack Hafey
- Aja Evans - Jenn Hafey